# Габриэлли, Джованни Мария
Джованни Мария Габриэлли (итал. Giovanni Maria Gabrielli; 10 января 1654, Читта-ди-Кастелло, Папская область — 17 сентября 1711, Капрарола, Папская область) — итальянский куриальный кардинал, цистерцианец. Генеральный аббат Ордена цистерцианцев с 20 июля 1670 по 15 января 1692. Камерленго Священной Коллегии кардиналов с 28 января 1709 по 19 февраля 1710. Кардинал-священник с 14 ноября 1699, с титулом церкви Санта-Пуденциана с 3 февраля 1700 по 17 сентября 1711.